# Mount Greenock
Mount Greenock är ett berg i Kanada.   Det ligger i provinsen Alberta, i den centrala delen av landet, 3 100 km väster om huvudstaden Ottawa. Toppen på Mount Greenock är 2 080 meter över havet, eller 23 meter över den omgivande terrängen. Bredden vid basen är 0,11 km.
Terrängen runt Mount Greenock är kuperad norrut, men söderut är den bergig. Trakten runt Mount Greenock är nära nog obefolkad, med mindre än två invånare per kvadratkilometer.. 
I omgivningarna runt Mount Greenock växer i huvudsak barrskog.